# Dennis Krijgsman
Dennis Krijgsman (Alphen aan den Rijn, 21 juli 1972) is een voormalig Nederlands profvoetballer die als aanvaller speelde.
Krijgsman begon zijn carrière bij ARC, een amateurclub uit zijn geboorteplaats. In 1991 kwam hij bij Vitesse terecht en hij speelde hier twee seizoenen. Hij vertrok in 1993 naar Sparta Rotterdam. Na zes seizoenen vertrok hij naar Fortuna Sittard waar tot het einde van zijn profcarrière in 2002 speelde. In zijn gehele carrière speelde Dennis Krijgsman 188 officiële wedstrijden, hierin scoorde hij 31 maal.
Vervolgens speelde Krijgsman zes jaar in de Hoofdklasse bij De Treffers en JVC Cuijk. Hij sloot zijn loopbaan af bij DIO '30 waar hij ook de jeugd ging trainen. In 2013 werd hij trainer bij de Voetbal Academie N.E.C./FC Oss. In 2015 werd Krijgsman assistent-trainer bij Achilles '29 en hoofdtrainer van het beloftenteam van de club uit Groesbeek. In 2017 verliet hij de club. Hij is nu coach bij Sparta Rotterdam O19.

## Clubstatistieken
| Seizoen | Club             | Duels | Goals | Competitie |
| ------- | ---------------- | ----- | ----- | ---------- |
| 1991/92 | Vitesse          | 8     | 0     | Eredivisie |
| 1992/93 | Vitesse          | 3     | 0     | Eredivisie |
| 1993/94 | Sparta Rotterdam | 20    | 5     | Eredivisie |
| 1994/95 | Sparta Rotterdam | 20    | 2     | Eredivisie |
| 1995/96 | Sparta Rotterdam | 34    | 8     | Eredivisie |
| 1996/97 | Sparta Rotterdam | 32    | 5     | Eredivisie |
| 1997/98 | Sparta Rotterdam | 7     | 2     | Eredivisie |
| 1998/99 | Sparta Rotterdam | 28    | 7     | Eredivisie |
| 1999/00 | Fortuna Sittard  | 18    | 2     | Eredivisie |
| 2000/01 | Fortuna Sittard  | 12    | 3     | Eredivisie |
| 2001/02 | Fortuna Sittard  | 7     | 0     | Eredivisie |
| Totaal  | Totaal           | 188   | 31    |            |